# Олег Буткович
Олег Буткович (хорв. Oleg Butković; нар. 4 травня 1979, Рієка) — хорватський політик, партійний діяч Хорватської демократичної співдружності, міністр морських справ, транспорту та інфраструктури Хорватії в уряді Тихомира Орешковича і першому, другому та третьому урядах Андрея Пленковича. З 17 травня 2024 року — також віцепрем'єр у третьому уряді Андрея Пленковича.

## Життєпис
З 1998 по 2002 рік вивчав мореплавство на морському факультеті Рієцького університету, одержав диплом інженера з перевезень. У 2000 році служив курсантом на катері «Св. Миколай». У 2003—2004 роках працював викладачем на курсах підготовки до складання офіцерських іспитів морського навчального центру в Рієці. У 2004—2005 роках був науковим співробітником морського факультету Рієцького університету. 2008 року на цьому ж факультеті закінчив докторантуру. З 2005 до 2016 року займав посаду мера міста Новий Винодольський. Одночасно з 2005 року дотепер обіймає посаду голови міського комітету партії ХДС міста Новий Винодольський, а з 2012 року і донині — ще й голови комітету ХДС Приморсько-Горанської жупанії. З 2012 року — член президії ХДС і голова Комітету з питань транспорту, морських справ і зв'язку ХДС.
Також займає керівні посади в низці місцевих адміністративних органів, комунальних підприємств і громадських або професійних об'єднань.
22 січня 2016 року прем'єр-міністр Хорватії Тихомир Орешкович призначає його міністром морських справ, транспорту та інфраструктури у своєму уряді, а 19 жовтня того самого року новий, визначений за результатами перевиборів прем'єр Андрей Пленкович перезатверджує його на цій посаді у своєму уряді.
Володіє англійською, італійською, німецькою мовами. Захоплюється боулінгом, футболом, грою в карти, читанням на політичні та філософські теми
Одружений, має одну дитину.